# 上気道咳嗽症候群
上気道咳嗽症候群（じょうきどう・がいそう・しょうこうぐん, upper airway cough syndrome; UACS）は鼻粘膜から産生された過度の粘液 によっておこる疾患。鼻汁が喉へ流れ込み（後鼻漏）刺激し、慢性化した咳嗽が引き起こされる。以前は後鼻漏症候群（postnasal drip syndrome)と呼ばれていた。
しばしばアレルギーが原因となるが、症状は季節性とは限らず、通年性であることもある。

## 治療
第一世代抗ヒスタミン薬が第一選択薬として用いられる。鎮咳薬は無効であることも多い。